# Tvireittuene
Tvireittuene är en kulle i Antarktis. Den ligger i Östantarktis. Norge gör anspråk på området. Toppen på Tvireittuene är 1 857 meter över havet.
Terrängen runt Tvireittuene är kuperad åt sydväst, men åt nordost är den platt. Trakten är obefolkad. Det finns inga samhällen i närheten. 